# Анна-Софія Робб
А́нна-Софі́я Робб (англ. AnnaSophia Robb; нар. 8 грудня 1993) — американська теле- та кіноакторка. Слави досягла у 2005 році, після виконання ролей у сімейному кінофільмі «Завдяки Вінн-Діксі» та відомому дитячому блокбастері «Чарлі і шоколадна фабрика». Також знялася в екранізації книжки Кетрін Патерсон «Міст у Терабітію». Відомою роботою стала головна роль молодої Керрі Бредшоу в серіалі «Щоденники Керрі» — приквелі до популярного телесеріалу «Секс і місто».

## Біографія
Народилася в Денвері, штат Колорадо, у подружжя Дженет та Дейва Робб. Її назвали на честь прабабусі її матері, Анни Софії, та бабусі батька, Анни Марії, і сама Анна-Софія вимагає завжди називати її повним ім'ям.
Анна-Софія має собаку Беллу і дуже любить читати, особливо фантастику та історичну белетристику, і спорт — сноуборд, веслування, танці. Робб займалась гімнастикою та брала участь у різних змаганнях чотири з половиною роки, але залишила її через зйомки. Спочатку її навчали звичайних предметів вдома, потім відвідувала приватну школу, сказавши батькам, що для неї важливо відвідувати звичайну школу. Анна-Софія — християнка і каже, що вони з родиною «дуже близькі».

## Кар'єра
Після зйомок у рекламі McDonald's Робб дебютує в телевізійному фільмі «Саманта: Канікули американської дівчинки» та в 16-му епізоді телесеріалу «Дрейк і Джош» — «Найсильніший фанат». Також вона проходила прослухування на ролі Емілі Келлевей для «Гри в хованки» і Розмарі Телеско для «Маленького Мангеттена».
Робб з'явилась на екранах у двох фільмах 2005 року — граючи Опал, головну героїню «Завдяки Вінн-Діксі», який зібрав у загальному прокаті $32 млн, та Віолету Бореґард у режисера Тіма Бартона в фільмі «Чарлі і шоколадна фабрика», досі найкасовішому її фільмі, який відразу зробив її популярною. Того ж року Робб працювала обличчям фірми Trad Clothing, також допомагаючи розробляти дизайн лінії одягу для дівчат. У 2006 році її запрошували на озвучування ролі Дані (Даніелл) Фантом у мультсеріалі «Денні-Фантом».
Робб виконала роль Леслі Берк у фільмі «Міст у Терабітію», фантастичній драмі, що вийшла на екрани 16 лютого 2007 року, де грала разом із Джошем Гатчерсоном — молодою зіркою дитячого фільму «Затура». Вона записала пісню «Keep Your Mind Wide Open» для саундтреку до фільму та знялась для кліпу, що з'явився на каналі Disney Channel. Дуже любить книжку, на якій базується фільм (за повістю Кетрін Патерсон), і казала, що «книжка вплинула на неї так, як жодна книжка до того».
Наприкінці 2000 — у 2010-х роках знялась у кількох відомих фільмах: трилер «Жнива», драма «Сновиди», осучаснений римейк фантастичного фільму 1975 року «Відьмина гора» та біографічний фільм «Серфер душі» про відому серфінгістку Бетані Гамільтон, котра досягла чемпіонських висот в спорті навіть після того, як акула відкусила їй руку. У 2013 році вийшов мультфільм «Король сафарі», у якому Робб озвучила зебру Томбі. Серед помітних ролей у серіалах цього періоду — Керрі Бредшоу («Щоденники Керрі»), Еліс Ґрін («Вулиці милосердя»), юна Елен Річардсон («Усюди жевріють пожежі», де дорослу героїню зіграла Різ Візерспун). У 2020 році триває робота над новими серіалами за участю Анни-Софії Робб: «Очікування», «Доктор Смерть» та інші.

## Фільмографія
| Рік       | Назва                                  | Оригінальна назва                  | Роль                     | Примітки                |
| --------- | -------------------------------------- | ---------------------------------- | ------------------------ | ----------------------- |
| 2021      | Меєр Ланськи                           | Lansky                             | Анна Ланськи             |                         |
| 2020      | Доктор Смерть                          | Dr. Death                          | Мішель Шугарт            | телесеріал              |
| 2020      | Очікування                             | The Expecting                      |                          | телесеріал              |
| 2020      | Слова на стінах ванної кімнати         | Words on Bathroom Walls            | Ребекка                  |                         |
| 2020      | День за днем                           | Day by Day                         | Райлі                    | телесеріал, 2 епізоди   |
| 2020      | Усюди жевріють пожежі                  | Little Fires Everywhere            | Юна Елена                | телесеріал, 2 епізоди   |
| 2019      |                                        | Roger Vivier's Jewels to Shoes     | Студентка-акторка        | короткий                |
| 2019      | Вдавання                               | The Act                            | Лейсі                    | мінісеріал, 6 епізодів  |
| 2018      | Темні коридори                         | Down a Dark Hall                   | Кетрін (Кіт) Ґорді       |                         |
| 2016-2017 | Вулиця милосердя                       | Mercy Street                       | Еліс Ґрін                | телесеріал, 12 епізодів |
| 2017      |                                        | Freak Show                         | Бла-Бла-Бла              |                         |
| 2017      | Змова на острові Джекілл               | The Crash / Jekyll Island          | Крісон Кліфтон           |                         |
| 2015      | Джек із Червоних сердець               | Jack of the Red Hearts             | Джек (Жаклін Фергюсон)   |                         |
| 2014      | Робоцип                                | Robot Chicken                      | Жасмін / Клео (голоси)   | телесеріал, 1 епізод    |
| 2014      | Русалонька Софії Копполи               | Sofia Coppola's The Little Mermaid | Аріель                   | коротке відео           |
| 2013-2014 | Щоденники Керрі                        | The Carrie Diaries                 | Керрі Бредшоу            | телесеріал, 26 епізодів |
| 2013      | Король сафарі                          | Khumba                             | Зебра Томбі (голос)      | мультфільм              |
| 2013      | Дорога, дорога додому                  | The Way Way Back                   | Сюзанна                  |                         |
| 2011      | Серфер душі                            | Soul Surfer                        | Бетані Гамільтон         |                         |
| 2010      |                                        | The Space Between                  | Сем                      |                         |
| 2009      | Відьмина гора                          | Race to Witch Mountain             | Сара                     |                         |
| 2008      |                                        | Spy School                         | Джекі Гоффман            |                         |
| 2008      | Телепорт                               | Jumper                             | Юна Міллі                |                         |
| 2008      | Сновиди                                | Sleepwalking                       | Тара                     |                         |
| 2007      | Є мрії — будуть і подорожі             | Have Dreams, Will Travel           | Кессі Кеннінгтон         |                         |
| 2007      | Жнива                                  | The Reaping                        | Лорен Макконнелл         |                         |
| 2007      | Міст у Терабітію                       | Bridge to Terabithia               | Леслі Берк               |                         |
| 2006      | Денні-Фантом                           | Danny Phantom                      | Деніелл Фентон           | мультсеріал, 1 епізод   |
| 2005      | Чарлі і шоколадна фабрика              | Charlie and the Chocolate Factory  | Віолета Бореґард         |                         |
| 2005      | Чарлі і шоколадна фабрика (гра)        | Charlie and the Chocolate Factory  | Віолета Бореґард (голос) | комп'ютерна гра         |
| 2005      | Завдяки Вінн-Діксі                     | Because of Winn-Dixie              | Опал                     |                         |
| 2004      | Саманта: Американське свято для дівчат | Samantha: An American Girl Holiday | Саманта Паркінгтон       | телефільм               |
| 2004      | Дрейк і Джош                           | Drake & Josh                       | Ліза                     | телесеріал, 1 епізод    |

## Нагороди і номінації
| Рік  | Нагорода            | Організація (фестиваль)                   | Номінація                                                  | Робота                                        | Результат |
| ---- | ------------------- | ----------------------------------------- | ---------------------------------------------------------- | --------------------------------------------- | --------- |
| 2013 | «Молодий Голлівуд»  | Young Hollywood Awards                    | Завтрашня суперзірка (жінки)                               |                                               | Перемога  |
| 2013 | PFCS                | Phoenix Film Critics Society Awards       | Найкращий акторський склад                                 | Дорога, дорога додому (2013)                  | Номінація |
| 2013 | «Вибір тинейджерів» | Teen Choice Awards                        | Прорив року (на ТБ)                                        | Щоденники Керрі (2013)                        | Номінація |
| 2012 | «Грейс»             | MovieGuide Awards                         | Найбільш надихаючий виступ у кіно                          | Серфер душі (2011)                            | Номінація |
| 2011 | «Вибір тинейджерів» | Teen Choice Awards                        | Найкраща акторка драматичного фільму                       | Серфер душі (2011)                            | Номінація |
| 2009 | «Висхідна зірка»    | Denver International Film Festival        |                                                            |                                               | Перемога  |
| 2008 | «Вибір критиків»    | Broadcast Film Critics Association Awards | Найкраща молода акторка                                    | Міст у Терабітію (2007)                       | Номінація |
| 2008 | OFTA Film           | Online Film & Television Association      | Найкраща молода акторка                                    | Міст у Терабітію (2007)                       | Номінація |
| 2008 | «Молода акторка»    | Young Artist Awards                       | Найкраща молода акторка (головна роль у художньому фільмі) | Міст у Терабітію (2007)                       | Перемога  |
| 2008 | «Молода акторка»    | Young Artist Awards                       | Найкращий молодий акторський склад (художній фільм)        | Міст у Терабітію (2007)                       | Перемога  |
| 2006 | «Молода акторка»    | Young Artist Awards                       | Найкраща молода акторка (головна роль у комедії / драмі)   | Завдяки Вінн-Діксі (2005)                     | Номінація |
| 2005 | «Молода акторка»    | Young Artist Awards                       | Найкраща молода акторка (головна роль у телефільмі)        | Саманта: Американське свято для дівчат (2004) | Номінація |